# Helena Brunner
Helena Martha Brunner (Australia, 1957/1958) es una nadadora paralímpica australiana que ganó siete medallas en los Juegos Paralímpicos de Nueva York y Stoke Mandeville 1984.

## Vida personal
En su adolescencia, Brunner representó a su estado de Nueva Gales del Sur en competiciones nacionales de natación sin discapacidad, pero dejó la natación a los diecisiete años; entonces se interesó brevemente por el waterpolo. Después de terminar la escuela, asistió al Goulburn College of Advanced Education.
En 1978, a la edad de 20 años, sufrió un grave accidente de motocicleta mientras entregaba el correo para el Correo de Australia; como resultado, dos años más tarde le amputaron la pierna derecha por debajo de la rodilla. Durante su rehabilitación, conoció a alguien que le sugirió que volviera a nadar.
Dieciocho meses después de los Juegos Paralímpicos de Nueva York y Stoke Mandeville 1984, tuvo una hija. También trabajó como profesora.

## Carrera de natación
En los Juegos Paralímpicos de Nueva York y Stoke Mandeville 1984, Brunner ganó cinco medallas de oro en las pruebas de 100 m espalda A4, 100 m estilo libre A4, 400 m estilo libre A4, 4 x 100 m estilo libre relevos A1-A9 y 4 x 100 m relevos individuales Medley A1-A9, una medalla de plata en los 200 m estilo libre A4 y una medalla de bronce en los 100 m braza A4. Rompió cinco récords mundiales en los juegos de 1984 y catorce a lo largo de su carrera. Algunos de ellos todavía están en pie; sin embargo, el sistema de clasificación para la natación ha sido cambiado desde entonces.

## Reconocimiento
En 1985, Brunner recibió la Medalla de la Orden de Australia «en reconocimiento al servicio al deporte de la natación». Presentó los homenajes florales a los medallistas en las pruebas de natación para amputados en los Juegos Paralímpicos de Sídney 2000.